# Butterfly (chanson de Mariah Carey)
Pour les articles homonymes, voir Butterfly.
Singles de Mariah Carey
Honey
(1997) The Roof (Back in Time)
(1998)
Butterfly est une chanson de l'artiste américaine Mariah Carey issue de son sixième album Butterfly. Elle sort en single le 1er décembre 1997 sous le label Columbia Records. La chanson a été écrite et produite par Carey et Walter Afanasieff. Butterfly est une ballade mélangeant pop et gospel. Elle l'a d'abord enregistré avec David Morales sous le nom Fly Away (Butterfly Reprise). Après avoir réalisé que les paroles étaient très personnelles et qu'elle conviendrait à Butterfly, elle réécrit la piste avec Afanasieff. Elle chante à quelqu'un, en lui disant de voler de ses propres ailes et de s'émanciper de son propre chef, comme un papillon. Carey la décrit comme sa « ballade la plus personnelle et favorite ».
Le clip montre Carey dans une maison abandonnée, dans une vie misérable. Au fur et à mesure que la vidéo progresse, elle la quitte, apparemment pour la première fois depuis des années, et cours vers un pré. Vers la fin, elle saute au-dessus des barbelés et entre dans le monde sur un cheval. Les paroles de la chanson son intimement liées à la vie de Carey à cette période. Butterfly est reprise lors du The David Letterman Show, Saturday Night Live et différentes émissions européennes. Elle fait partie de la programmation de son Butterfly World Tour. À cause de son conflit avec Columbia Records, Butterfly n'a connu qu'une sortie limitée, et n'entre pas dans la plupart des hits-parades. Elle est en dehors du top 20 dans la plupart des pays, excepté en Nouvelle-Zélande où elle arrive à la quinzième place. Aux États-Unis, Butterfly n'entre pas dans le Hot 100 à cause des règles du Billboard à l'époque.

## Genèse
Durant l'enregistrement de Butterfly, Carey est en pleine séparation avec Tommy Mottola. Tout en écrivant des chansons pour l'album, elle écrit Fly Away (Butterfly Reprise) avec David Morales. Quand la chanson est terminé, elle a l'impression qu'elle peut faire beaucoup plus avec la chanson ; les paroles sont très personnelles et s'adapteraient parfaitement pour une ballade. Après avoir réfléchi sur le sujet, elle réécrit Fly Away en ballade avec de nouvelles paroles.

« C'était l'année 97 et je quittais mon mariage [avec Tommy Mottola] qui englobait ma vie. J'écrivais Butterfly en pensant que c'est ce qu'il me dirait. Il y a un passage qui dit : « J'ai appris que la beauté / prospère dans la lumière / les chevaux débridés courent / ou leurs esprits meurent / tu m'as donné le courage / pour être ce que je suis / et j'ai vraiment l'impression... [chante] et j'ai vraiment l'impression que ton cœur te mènera à nouveau vers moi quand tu seras prêt ». À ce moment-là, je pensais vraiment pouvoir revenir en arrière avec mon mariage – je pense pas que j'étais en train de le quitter pour toujours. Mais ce qui s'est passé pendant ce temps ne m'a pas fait revenir sur ma décision. « Sois toi-même, tu as été avec moi depuis ton enfance, séparons-nous un certain temps ». »

La chanson est nommée Butterfly et devient la « ballade la plus sincère et favorite » de Carey. Ses paroles sont très personnelles et liées à la vie intime de Carey avec Mottola. Elle écrit Butterfly pour Mottola, en espérant qu'il dirait la même chose, et choisir de faire ce qui était le mieux pour elle. Elle décrit la chanson comme « la meilleure ballade qu'elle n'a jamais écrit » et la crédite comme l'incarnation de sa grande œuvre qui est Butterfly.

## Structure musicale
Butterfly est une ballade personnelle, mélangeant pop, gospel et R&B. Elle incorpore piano et grosse caisse, avec de lourds rythmes et grooves. Pour faire une superposition, les chœurs sont présents tout au long du refrain et du pont. Elle se situe dans une signature rythmique commune et dans la tonalité de Mi majeur. Elle présente une progression d'accords de La, Fa1. La voix de Carey se situe entre les notes Mib2 et Fa4 tandis que le piano et la guitare se situent entre les notes Fa2 et Sol4. Carey écrit les paroles et produit la mélodie et le refrain. Combs et Stevie arrangent et produisent la piste. David Browne commente les paroles et le message : « La chanson, une tranche de gospel pop, explore le thème « si vous aimez quelqu'un laissez-le libre » ; elle n'aurait pas interprété des chansons qui décrivent la vie courante avec le contrôle qu'avait Mottola ».

## Accueil

### Critique
Paul Verna de Billboard donne une bonne critique et dit : « l'adorable Butterfly est un classique de Carey, depuis son instrumentation de type gospel jusqu'à la voix de la diva, une performance bouleversante ». Verna conclut sur sa critique : « Toutefois, cela ne devrait pas revenir sur ses pas. La grande maturité présente dans les textes et la puissance de sa voix reflètent ce qu'elle a continuellement essayé d'atteindre ». Rich Juzwiak de Slant Magazine donne un avis mitigé mais trouve qu'il est l'un des pivots de la transition musicale de Carey. Juzwiak écrit : « L'affreuse lenteur de Butterfly, avec son refrain prévisible et le message 'si cela revient cela ressemblera à ça', sont des idioties. Ici, c'est un spectacle pour jeter un coup d'œil. Les rumeurs de son échec d'une nouvelle relation avec Tommy Mottola fait rebondir la chanson et embrouille de sorte que cela sonne bizarrement comme Stockholm Syndrome ». Cependant, il trouve que la chanson est importante pour l'album, « Ce n'est pas seulement l'objet qui élève Butterfly au-dessus du mélodrame de Carey. Sa prestation vocale et sa volonté de s'exprimer lui ont permis de définir l'album, il est donc normal que la chanson titre est la première d'une longue série où Carey « murmure » ».

### Commercial
Butterfly ne rencontre pas un énorme succès. Aux États-Unis, le magazine Billboard n'affiche que les singles dans son Hot 100. Les chansons doivent automatiquement sortir en single pour figurer dans le hit-parade, Butterfly n'en fait pas partie. Cependant, grâce à la promotion, la chanson arrive en septième place du Hot 100 Airplay. Au Canada, elle entre à la 57e place du classement RPM le 3 novembre 1997, puis atteint la 22e place le 1er décembre. Elle reste présente dans le classement pendant quatorze semaines.
Elle rencontre à peu près le même succès en Europe, à cause de sa faible promotion. Au Royaume-Uni, elle entre à la 22e place du hit-parade le 13 décembre 1997. Butterfly reste dans le classement jusqu'au 17 janvier 1998. En France et aux Pays-Bas, elle arrive à la 43e et 52e place,. En Australie, Butterfly atteint la 27e place et reste dans le classement pendant dix semaines. En Nouvelle-Zélande, Butterfly reste dans le hit-parade pendant sept semaines et atteint la quinzième place. Lors de la cérémonie des Grammy Awards de 1998, la chanson est nommée dans la catégorie « Meilleure performance vocale pop féminine » mais perd face à Building a Mystery de Sarah McLachlan.

## Clip
Le clip du single est réalisé par Carey et Daniel Pearl et a été tourné à Savannah, en Caroline du Sud. Il s'inspire du film Baby Doll et d'un rêve qu'a eu la chanteuse une nuit. La vidéo commence par des scènes d'un homme quittant sa maison le matin ; seul ses pieds sont montrés. Carey réside dans une grande maison abandonné, au milieu d'une grande prairie. Elle se réveille, triste et déprimée. Tout en descendant les marches, elle s'assoit sur l'escalier, et pense à sa solitude. Elle quitte ensuite la maison, apparemment pour la première fois depuis des années, échappant à la misère. Comme elle a atteint les limites de la propriété, Carey monte sur un cheval, qui saute au-dessus d'une clôture de barbelés. Elle sourit pour la première fois depuis le début de la vidéo et lève les bras en l'air.
Le clip génère plusieurs comparaisons au mariage de Carey à cette époque. L'auteur Chris Nickson pense que la vidéo et la chanson sont une métaphore aux choses qui se passent dans sa vie. Des rumeurs disaient que Mottola était violent et contrôlait les appels téléphoniques de Carey. C'est pour cette raison qu'elle est mal coiffée et a les vêtements en lambeaux. Elle finit par quitter sa solitude et son mariage et s'ouvre au monde extérieur. Contrairement à la vidéo, les paroles disent de laisser un proche libre, car c'est la meilleure chose qui puisse exister ; montrant que l'amour pour une personne doit être supérieur au bonheur.

## Remixes
David Morales crée plusieurs remixes dance de la chanson — dans l'addition de la version originale de Butterfly, plus connue sous le nom Fly Away (Butterfly Reprise) — parmi eux, le Fly Away club mix (une version étendue de Fly Away (Butterfly Reprise)) et Def 'B' Fly mix (un mélange entre Fly Away club mix et les paroles originales de Butterfly). Fly Away (Butterfly Reprise) atteint le top 20 du Hot Dance Club Play, et une version raccourcie apparaît dans Butterfly. Des remixes latino de Butterfly, influencés par le flamenco et la salsa, sont créés par Meme. Ils s'appellent Butterfly (Sambatterfly), Butterfly (Classic Bossa Nova) et Butterfly (Meme's extended club mix part 1).

## Interprétations scéniques
Carey interprète Butterfly lors de plusieurs émissions télévisées américaines et européennes. Aux États-Unis, elle interpreète la chanson lors du The David Letterman Show. Elle est accompagnée de trois chœurs, Walter Afanasieff au piano et Randy Jackson à la basse. Le 17 septembre, elle la reprend avec My All lors du Saturday Night Live. Lors de cette prestation, Afanasieff est absent. Carey chante Butterfly avec Hero lors du The Oprah Winfrey Show. En Europe, elle interprète la chanson lors de l'émission allemande Wetten, dass..? avec trois chœurs. En France, elle vient à l'émission Hit Machine pour promouvoir la chanson. Elle reçoit une très grande ovation du public.
Butterfly est intégrée à la programmation du Butterfly World Tour en 1998. Lors des concerts au Japon, de grandes photos de papillons sont projetées sur un grand écran derrière elle. La prestation permet de clore la tournée. Les interprétations sont à peu près similaires pour les dates suivantes, à l'exception de l'ajout de Fly Away (Butterfly Reprise) à la fin.

## Versions
CD single américain
1. Butterfly
2. Fly Away (Butterfly Reprise)

## Crédits
- Mariah Carey – écriture, coproduction, chant
- Walter Afanasieff – écriture, coproduction

Crédits issus de l'album Butterfly

## Classements
| Pays                                               | Position |
| -------------------------------------------------- | -------- |
| Allemagne                                          | 76       |
| Australie                                          | 27       |
| Canada                                             | 22       |
| France                                             | 43       |
| Nouvelle-Zélande                                   | 15       |
| Pays-Bas                                           | 52       |
| Royaume-Uni                                        | 22       |
| Suède                                              | 24       |
| États-Unis Billboard Hot 100 Airplay               | 7        |
| États-Unis Billboard Hot Adult Contemporary Tracks | 11       |
| États-Unis Billboard Hot Dance Club Play           | 13       |

## Compléments